# جاك بورنس (لاعب كرة قاعدة أمريكي)
جاك بورنس (بالإنجليزية: Jack Burns)‏ هو لاعب كرة قاعدة أمريكي، ولد في 13 مايو 1880 في أفوكا في الولايات المتحدة، وتوفي في 24 يونيو 1957 في Waterford, Connecticut ‏ في الولايات المتحدة.

## وصلات خارجية
- جاك بورنس (لاعب كرة قاعدة أمريكي) على موقعبيزبول رفرنس.كوم (الدوري الرئيسي) (الإنجليزية)
- جاك بورنس (لاعب كرة قاعدة أمريكي) على موقعبيزبول رفرنس.كوم (الدوري الثانوي) (الإنجليزية)